# Lisstjärnen (Nås socken, Dalarna)
Lisstjärnen är en sjö i Vansbro kommun i Dalarna och ingår i Dalälvens huvudavrinningsområde.